# Totness
Totness é uma cidade do Suriname, capital do distrito de Coronie. Possui 2.152 habitantes.

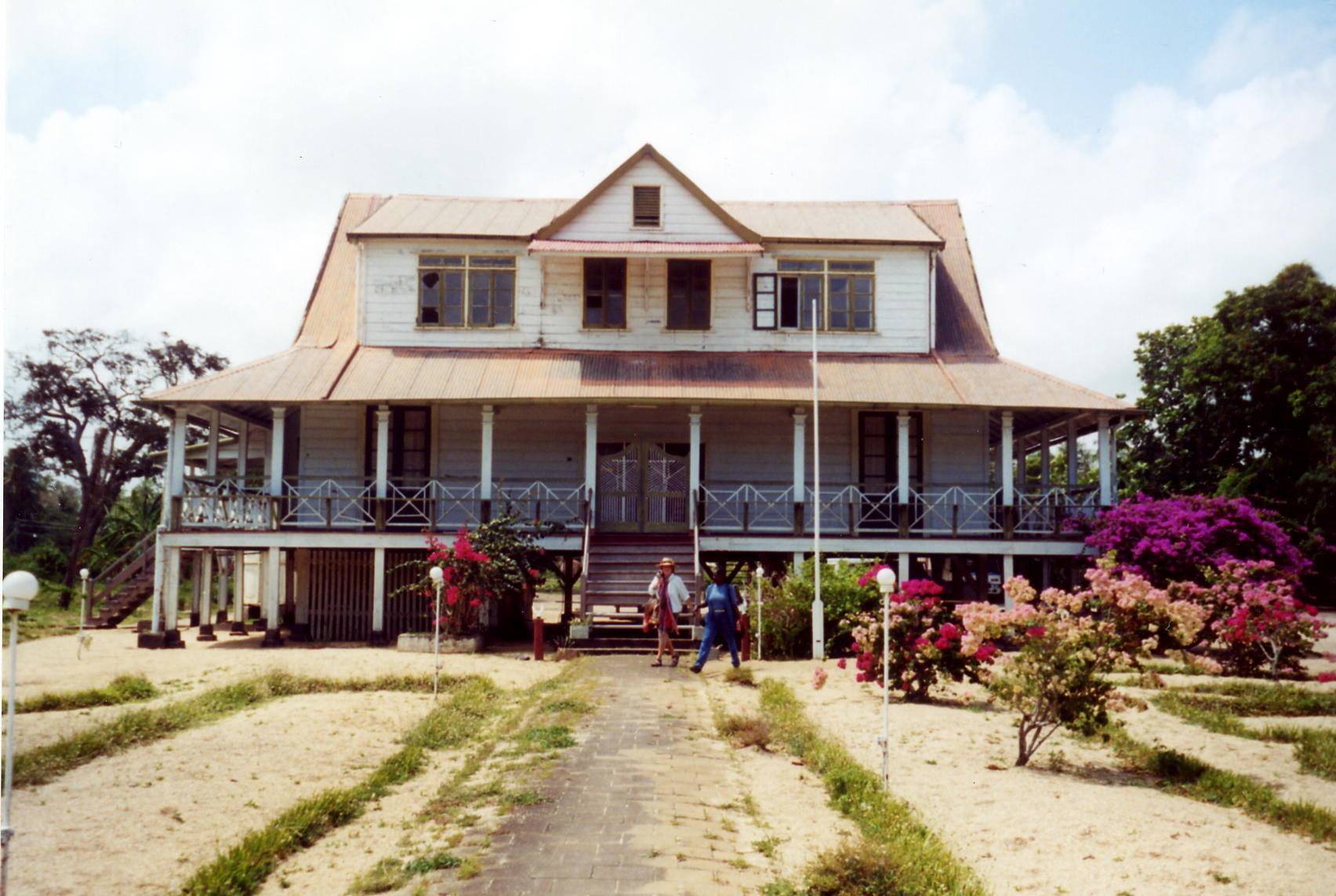
Gabinete do Comissário Distrital em Totness

## Histórico
Totness foi colonizada por Escócia e colonos ingleses a partir de 1808, e recebeu o nome de Totnes, Inglaterra. Em 1863, a área ao redor de Totness foi designada para agricultura independente. Um mercado e um Gabinete do Comissário Distrital na antiga plantação Amizade foram adicionados ao resort. Na década de 1940, foi construída uma estrada ligando Totness a Paramaribo, que hoje faz parte da Elo Leste-Oeste.
O sistema de cabos submarinos Suriname-Guiana tem sua estação de pouso em Totness. Ele conecta as redes de telecomunicações do Suriname com as de Guiana e Trinidad e de Trinidad para o resto do mundo. O Totness Airstrip é um dos aeroportos mais antigos do Suriname, em uso desde 1953, quando o Piper Cub (PZ-NAC ) de Kappel-van Eyck chamado "Colibri" desembarcou lá do Zorg en Hoop Airport.
Totness foi designado como um centro regional e está planejado para ser atualizado com um hotel de tamanho médio e um centro da cidade adequado. A vila de Amizade está localizada no lado norte da ligação Leste-Oeste, e Totness fica ao sul.

## Esportes
O Letitia Vriesde Sportcomplex é um estádio multiuso localizado em Totness. É a casa do clube SVB Eerste Klasse F.C. West United.

## Babá Colin
Tata Colin (por volta de 1806 - 1836) era um escravo na plantação Leasowes perto de Totness. Em 1835, tentei uma rebelião de escravos. Sua intenção era libertar todos os escravos, mas foi traído, levado para Paramaribo onde foi torturado e julgado. Colin foi levado para Fort Zeelandia para ser enforcado, mas morreu ou desapareceu usando magia negra, antes de sua sentença ser executada. Seus seguidores foram condenados a trabalhos forçados ou punição corporal pública.
Uma estátua foi erguida para Tata Colin na praça central de Totness, e a escola local recebeu o nome dele.